# وردرب
وردرب (اسلوونیایی: Verderb) یک منطقهٔ مسکونی در اسلوونی است که در Lower Carniola واقع شده‌است.

## خصوصیات
وردرب ۰ نفر جمعیت دارد و ۵۰۲٫۸ متر بالاتر از سطح دریا واقع شده‌است.